# Ивелич, Пётр Иванович
Граф Пётр Ива́нович Иве́лич (1772 — после 1850) — генерал-майор.

## Биография
Родился в 1772 году в городе Рисане в Боки Которской Венецианской республики. Происходил из бокельского графского рода Ивеличей, известного с XIV века, согласно архивам: «сербской нации, греческого вероисповедания из венецианской графской фамилии, принят в российское подданство».
В Русскую службу определён 5 июня 1788 года поручиком Нашебургского пехотного полка из капитанов Венецианской республики.
Через три месяца произведён в капитаны. Переведён в 1 батальон Финляндского егерского корпуса.
Участвовал в русско-турецкой войне 1787—1791 годов.
В 1793 году переведён в Ширванский пехотный полк.
17 января 1799 года в чине майора назначен командиром Ширванского мушкетёрского полка находящегося в Сибири. Служил в городе Таре Тарского уезда Тобольской губернии.
22 апреля 1799 года произведён в подполковники.
10 августа 1800 года произведён в полковники.
В 1805 году находился в сражении против французов в Австрии.
24 августа 1806 года назначен шефом Брестского мушкетёрского полка.
В 1807 году участвовал в сражениях против французов в Пруссии.
17 февраля 1809 года во время русско-шведской войны 1808—1809 годов за отличия и храбрость был награждён знаком военного ордена Святого Георгия IV класса № 930.

…в воздаяние отличнаго мужества и храбрости, оказанных в сражении против шведских войск на гребном флоте при занятии узкого прохода Тавастенскер 9 июля и при разбитии неприятеля в проливе у острова Сандо и на сухом пути на острове Кимито 21 того же месяца, где весьма много содействовал флоту в его сражениях и, начальствуя отрядом войск, расположенных на острове Кимито при мызе Вестанскиер, неустрашимостию своею удержал сильнейшие стремление превосходных сил неприятеля, поразил их и спас всю нашу береговую артиллерию.
18 октября 1808 года пожалован в генерал-майоры.
Участвовал в Отечественной войне 1812 года.
В начале 1812 года был в сражениях у Витебска, Смоленска. В Бородинском сражении получил картечную контузию в правый бок и пулевое ранение в правое плечо. Командовал 1, 2 бригадами 17 пехотной дивизии.
Участвовал в боях под Красным и в заграничной кампании 1813 года.
С мая 1813 по февраль 1815 года находился в отпуске для излечения ран.
В 1815 году назначен командиром 2 бригады 17 пехотной дивизии.
5 декабря 1815 года уволен со службы.
В 1815 году по указу Императора Александра I, за службу получил в вечное владение землю с дворовыми людьми в деревня Петровка Бутаковской волости Тарского уезда Тобольской губернии. Жил в городе Таре. Здесь был тесно знаком с тарскими купцами I гильдии коммерции советницей Ксенией Фёдоровной и коммерции советником почётным гражданином города Тары Иваном Фёдоровичем Нерпиными и женился на их дочери Татьяне. В 1831 году принимал участие в окончании строительства в городе Таре Параскеевской церкви, начатого Нерпиными.
Приобрёл село в Никифоровской волости Устюженского уезда Новгородской губернии, которое назвал Веницы.
В 1849 году был прихожанином Богородице-Казанской церкви города Тары.
Умер после 1850 года.
В 1857—1859 годах в Тарском округе Тобольской губернии жили его наследники: сын Николай Петрович Ивелич, дочери Александра Петровна Ушакова (Ивелич), Надежда Петровна Желтухина (Ивелич), Елизавета Петровна Коновцова (Ивелич). Все они, как наследники отца с матерью, имели помещичьих крестьян в числе 30 человек.

## Чины и награды
Чины
- Поручик — 5 июня 1788
- Капитан — 5 сентября 1788
- Майор — 17 января 1799
- Подполковник — 22 апреля 1799
- Полковник — 10 августа 1800
- Генерал-майор — 18 октября 1808

Награды
- Орден Святого Георгия IV класса № 930
- Орден Святого Владимира III степени
- Орден Святой Анны I степени